# سمریتی ایرانی

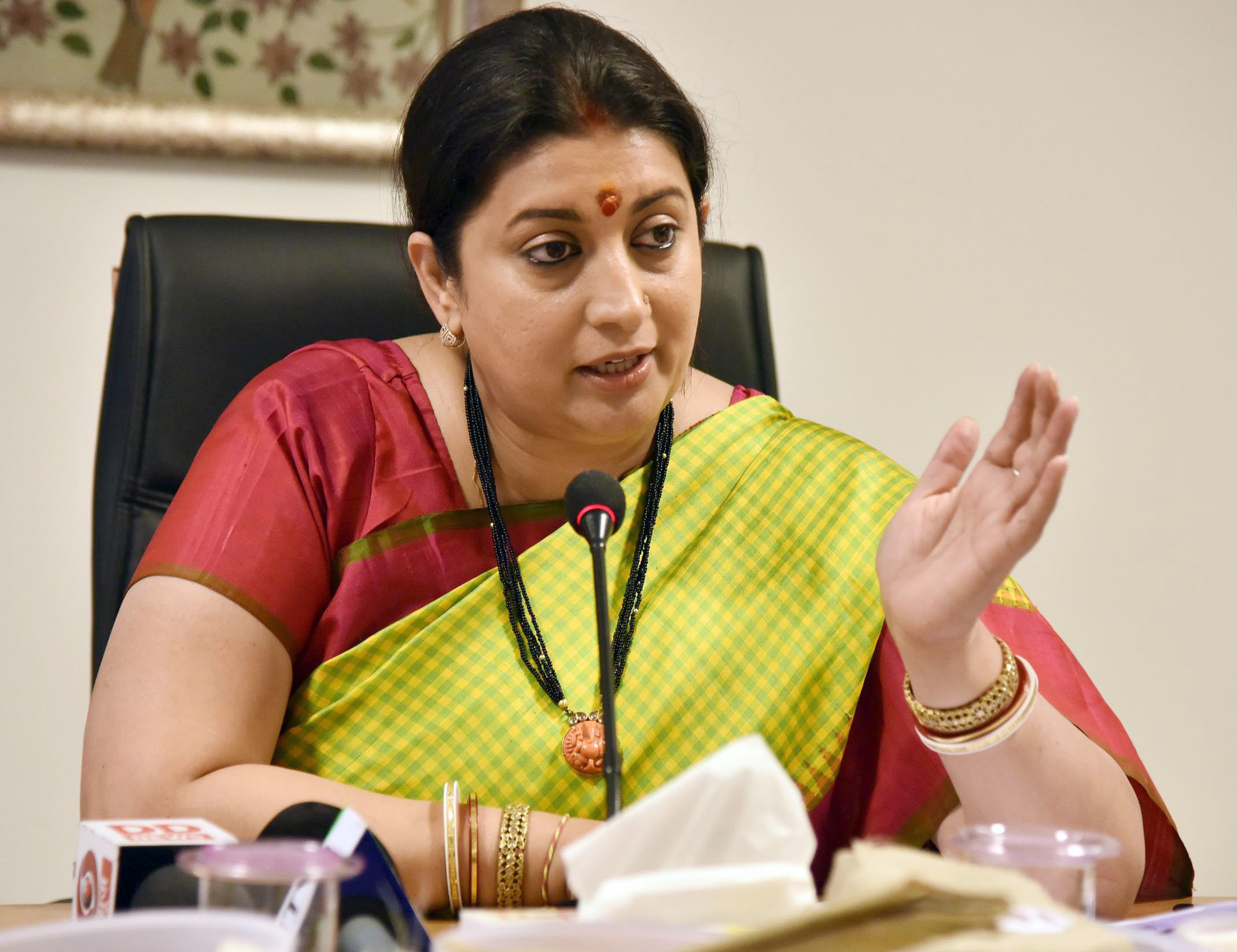
تصویری از سمریتی زوبین ایرانی در دهلی نو

سمریتی زوبین ایرانی (نام پیش از ازدواج: سمریتی ملهوترا) (زاده ۲۳ مارس ۱۹۷۶)، سیاست‌مدار هندی، مدل سابق، تهیه‌کننده و بازیگر تلویزیون است. او هم‌اکنون وزیر نساجی و وزیر اطلاعات و رسانه در کابینه نخست‌وزیر مودی است.
سمرتیایرانی هندو و از پدر و مادری بنگالی-پنجابی به دنیا آمده‌است. وی پس از ازدواج با زوبین ایرانی نام خانوادگی خود را به ایرانی تغییر داد.
مهمترین کار هنری سمریتی ایرانی ایفای نقش «تولسی» به عنوان نقش اول در سریال طولانی «زمانی خشو هم عروس بود» می‌باشد. این سریال حدود ۷ سال از شبکه استارپلاس هند و با دوبله فارسی از تلویزیون طلوع افغانستان پخش شد و همین امر باعث شناخته شده بودن سمریتی ایرانی در افغانستان است.
نارندرا مودی نخست‌وزیر هندوستان، از ۲۶ می ۲۰۱۴ تا ۵ ژوئیه ۲۰۱۶ سمرتی ایرانی را به عنوان وزیر توسعه منابع انسانی و از ۷ ژوئیه ۲۰۱۶ و ۱۸ ژوئیه ۲۰۱۷ هم‌زمان به ترتیب به عنوان وزیر نساجی و وزیر اطلاعات و رسانه کابینه هند منصوب کرد.
در سال ۲۰۱۴ پس از انتخاب خانم ایرانی به وزارت توسعه منابع انسانی به علت فقدان تحصیلات دانشگاهی انتقادهای زیادی به این انتخاب شد.
سمرتی ایرانی ملکه یا دختر شایسته هند در سال ۱۹۹۸ بوده‌است و همچنین او جوان‌ترین وزیر کابینه مودی با ۳۸ سال سن می‌باشد که در سال ۲۰۱۱ از گوجرات وارد پارلمان راجیا سبا شد.
سمرتی صاحب یک پسر (زوهر) یک دختر (زویش) و یک دختر خوانده (شانلی، از مونا ایرانی همسر سابق زوبین ایرانی) است.
خاندان تاتا، خاندان گودرج و زوبین ایرانی از خانواده‌ها و چهره‌های مشهور پارسیان هند می‌باشند.